# La Muralla (historieta)
La Muralla es una serie limitada de historieta fantástica, publicada en 1983, del autor español Josep María Beà.

## Trayectoria editorial
Gracias a que Beà era su propio editor, se plantea la realización de un experimento: 

Quise emplear en el cómic las técnicas de creación automática usadas por Aragon, Tzara, Éluard, Duchamp, Richter, etc., es decir, el grupo de artistas fundadores del movimiento dadaísta y que más tarde también utilizarían escritores como el propio William Burroughs. Se trataba de glosar y dibujar sin premeditación, al azar, en la espontaneidad más absoluta. Así pues decidí crear un álbum sin saber de qué género iba a tratar. Me impuse la obligación de no pensar en él hasta el momento de dibujar la primera viñeta.

Como explica el propio autor, tuvo que terminarla "precipitadamente, intentando atar cabos de una manera muy forzada", dada la limitación de páginas.
En 1987, fue recopilada en álbum por Toutain Editor.

## Valoración crítica
Se ha criticado la carencia de unidad de la obra.